# Jerry Lewis
Jerry Lewis, pseudonimo di Joseph Levitch (Newark, 16 marzo 1926 – Las Vegas, 20 agosto 2017), è stato un comico, attore, regista, sceneggiatore, cantante, showman e filantropo statunitense.
Fra i più importanti e noti comici statunitensi, ha formato con Dean Martin un sodalizio artistico di grande successo, televisivo e cinematografico, per poi intraprendere la carriera solista come attore e regista a partire dagli anni '60. Al cinema ha dato un contributo originale ed eclettico, creando una maschera comica forgiata su una caratteristica mimica facciale, unita a una gestualità del corpo e a un'esuberanza delle gag del tutto inedite, accompagnate da testi e sceneggiature spesso surreali e graffianti.
Forte è stato il suo impegno umanitario: dal 1966 ideò e condusse per ben 45 volte nel giorno del Labor Day il Jerry Lewis Telethon, una maratona televisiva, organizzata poi in molti paesi del mondo allo scopo di raccogliere fondi per combattere la distrofia muscolare. Nel 1999 gli fu assegnato il Leone d'oro alla carriera alla Mostra del Cinema di Venezia.

## Biografia

### Gli inizi
Nacque a Newark, nel New Jersey, il 16 marzo del 1926, figlio di Daniel Levitch (1902-1980), un attore di vaudeville, e di Rachel "Rae" Brodsky (1904-1982), ambedue immigrati russi.
Jerry trascorse l'infanzia girando in piccoli teatri di provincia con i genitori ed esordì in palcoscenico nel 1931 come componente di un coro. Quando dovette cominciare a frequentare la scuola fu affidato dai genitori a una zia ad Albany e, in seguito, mandato a studiare in un collegio a Irvington. Qui si fece notare, più che per lo studio, per le imitazioni dei compagni e degli insegnanti. La sua carriera scolastica finì presto, quando venne espulso dal collegio per aver picchiato il preside che parlava male degli ebrei.
Cominciò a guadagnarsi da vivere con una serie di lavori occasionali: commesso, magazziniere in una fabbrica di cappelli, fattorino in un albergo, maschera in un cinema-teatro di Brooklyn. Proprio lì, negli intervalli degli spettacoli, provò a mettere in scena brevi sketch in cui imitava in playback le movenze di cantanti famosi. Esentato dal servizio militare per la perforazione di un timpano a seguito di un'otite, esordì nella sua prima tournée nel 1944 toccando varie città degli Stati Uniti e del Canada.

### Il sodalizio artistico con Dean Martin

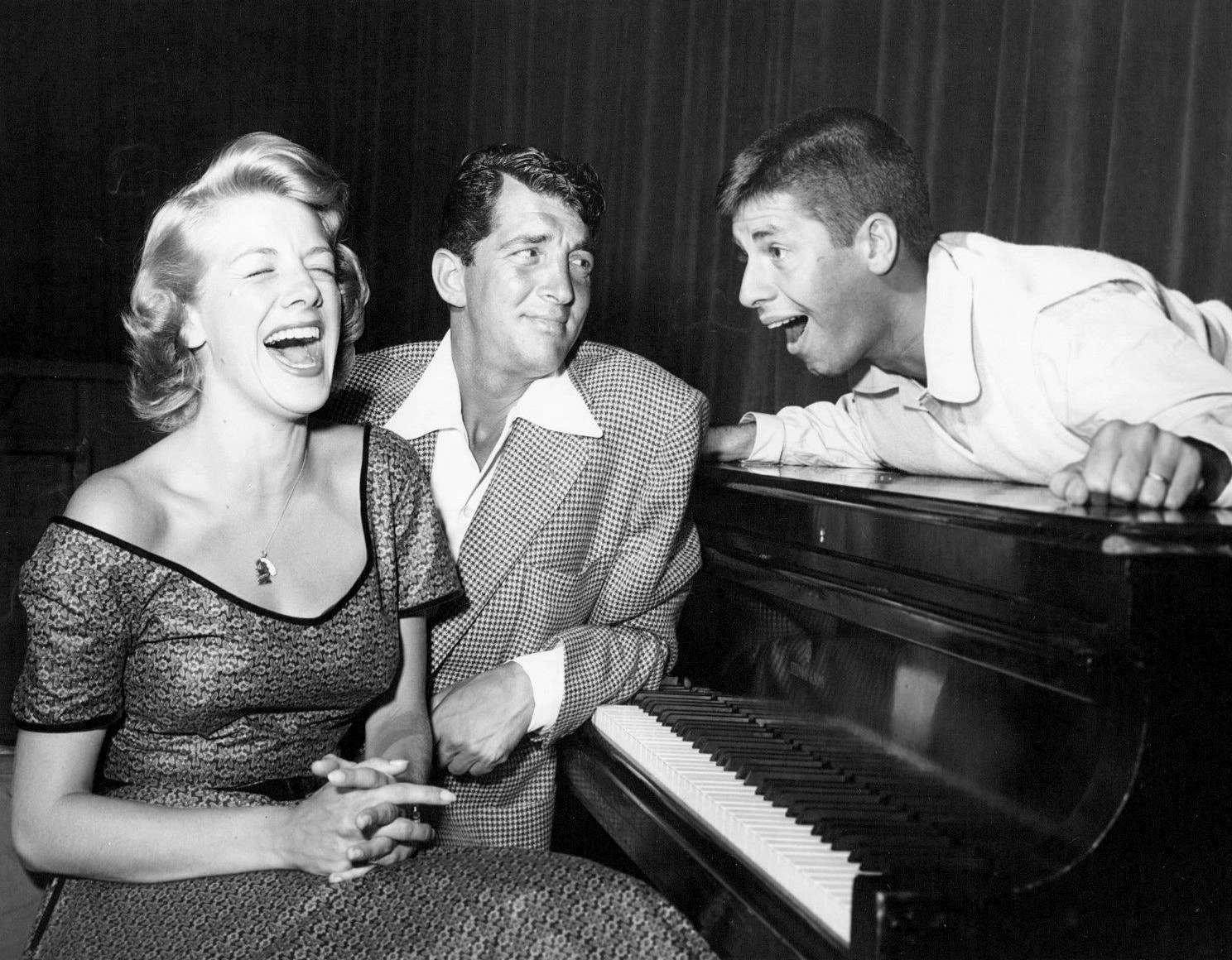
Rosemary Clooney, Dean Martin e Jerry Lewis al Colgate Comedy Hour (1952)

Un significativo incontro avvenne due anni dopo, con il cantante crooner di origine italiana Dino Crocetti, meglio conosciuto come Dean Martin. Il 26 giugno 1946, durante uno spettacolo, a causa dell'assenza di un attore Lewis propose di far esordire il suo amico. Il successo fu immediato, e insieme i due diventarono la coppia di attori più celebre dell'epoca, un sodalizio portato avanti per i successivi dieci anni in teatro, al cinema e in televisione, interrotto per motivi personali nel 1956.
I due formarono una coppia comica perfettamente bilanciata, nella quale il fascino e la sicurezza di Martin si contrapponevano ai tic e alle maniere impacciate e scoordinate di Lewis. I comici che si erano affermati prima della guerra erano ormai decaduti: i Fratelli Marx girarono il loro ultimo film nel 1949, Stanlio e Ollio si preparavano a emigrare in Europa dove, dopo un lungo periodo di silenzio, realizzarono il loro ultimo film Atollo K, mentre la coppia Bob Hope-Bing Crosby stava per esaurire la serie di film Road to....
Alla fine degli anni quaranta il pubblico sentiva il bisogno di una comicità più moderna, e il duo si distinse grazie a una comicità basata sull'interazione tra i personaggi piuttosto che su scenette scritte e pianificate a tavolino. Lewis e Martin acquisirono velocemente la fama a livello nazionale, dapprima con i loro spettacoli nei night club, successivamente quali star di un loro programma radiofonico, poi con una serie di apparizioni televisive e infine al cinema come protagonisti di una serie di film prodotti dalla Paramount Pictures. Nel 1950 firmarono un contratto con la NBC per fare parte di una serie di conduttori a rotazione settimanale del varietà The Colgate Comedy Hour, un programma televisivo dal vivo trasmesso la domenica sera. Lewis assunse Norman Lear e Ed Simmons per sceneggiare gli sketch della coppia al Comedy Hour.

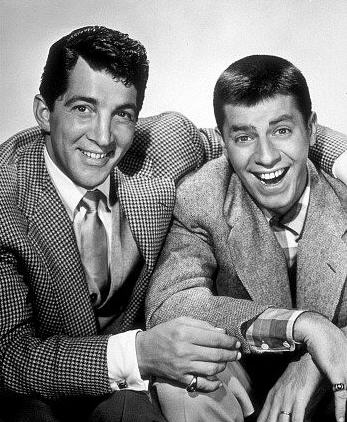
Jerry Lewis insieme a Dean Martin

Il loro primo film fu La mia amica Irma (1949), al quale fece subito seguito Irma va a Hollywood (1950). I due film erano la trascrizione cinematografica di scenette che i due avevano già recitato in una trasmissione radiofonica a puntate, ai quali Lewis aggiunse alcune gag mimico-gestuali (famoso il duetto con uno scimpanzé che fuma, beve e gioca a carte) che poi caratterizzeranno tutto il suo modo di recitare.
La coppia lavorò insieme in ben sedici lungometraggi tra i quali Attente ai marinai! (1952), Morti di paura (1953), Il nipote picchiatello (1955), Artisti e modelle (1955) e Hollywood o morte! (1956), gli ultimi due diretti dal regista Frank Tashlin, collaborando inoltre a centinaia di apparizioni a teatro, in TV, in radio, e a decine di incisioni musicali. Ad attestare la popolarità della coppia, la DC Comics pubblicò dal 1952 la serie a fumetti intitolata The Adventures of Dean Martin and Jerry Lewis.
Il 25 luglio 1956, a dieci anni esatti dall'inizio della loro unione artistica, Lewis e Martin annunciarono la loro separazione nel corso di uno show al Copacabana di New York. Da più parti arrivarono richieste, ingaggi e proposte affinché i due si ricongiungessero, ma la rottura fu definitiva. L'affiatamento era venuto meno a causa dello sbilanciamento dei ruoli cinematografici via via sempre più a sfavore di Martin. Particolarmente imbarazzante fu la pubblicazione di una fotografia sulla copertina di Look Magazine, che nel 1954 utilizzò un'immagine pubblicitaria del duo, tagliando però la metà della foto in cui appariva Martin. La serie a fumetti continuò a essere pubblicata ancora per un anno dopo lo scioglimento della coppia, per poi continuare fino al 1971, con il solo Lewis come protagonista assoluto. In questa seconda fase della serie, Lewis si incontrava spesso con supereroi come Superman, Batman, e vari altri personaggi della DC Comics.

### La carriera dopo la separazione
La separazione artistica sembrò giovare nei primi tempi soprattutto a Dean Martin, che cominciò a essere ingaggiato in ruoli più significativi (I giovani leoni, Qualcuno verrà, Un dollaro d'onore), mentre Lewis apparve in pellicole (Il delinquente delicato, Il marmittone) che rischiavano di ingabbiarlo in una comicità ormai di maniera. A salvarlo dalla routine fu la ripresa della collaborazione con Frank Tashlin in altri quattro film, tra cui Il balio asciutto (1958) e Il Cenerentolo (1960).

### Attività come regista

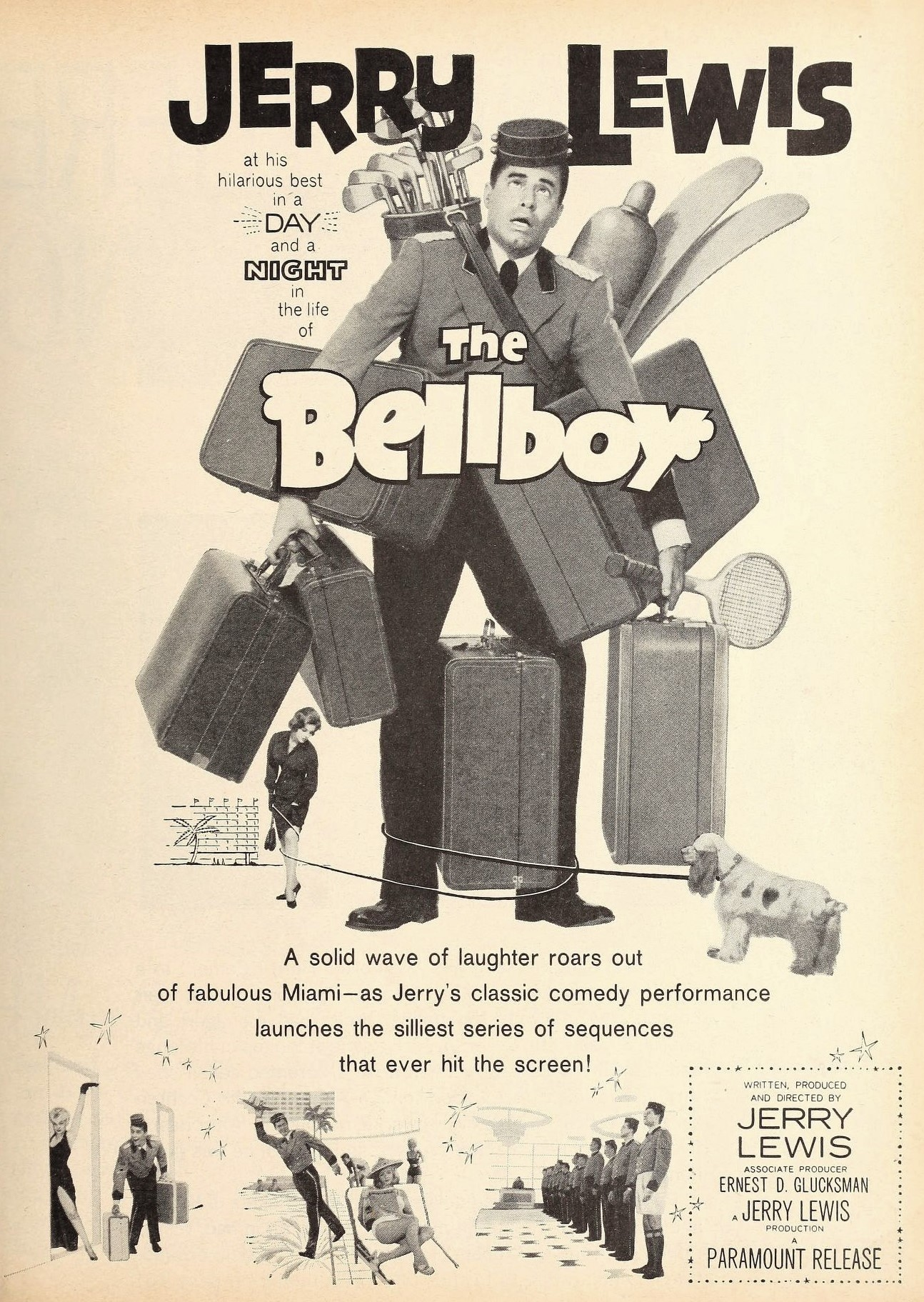
Manifesto del film Ragazzo tuttofare (1960), esordio alla regia di Lewis

Nel 1960, l'uscita di Il Cenerentolo venne rimandata al Natale successivo per problemi di post-produzione, ma la Paramount aveva bisogno di un nuovo film da lanciare nel periodo estivo, e chiese a Lewis di produrne uno. Lewis realizzò quindi Ragazzo tuttofare, suo esordio alla regia. Usando come location il Fontainebleau Hotel di Miami, con un bilancio ristretto a disposizione, con brevi tempi di ripresa e nessun copione pronto, Lewis girò il film giorno per giorno. Bill Richmond collaborò all'ideazione delle scene e delle gag, ispirate alle comiche del periodo del cinema muto. Durante la produzione, Lewis sviluppò la tecnica del video assist, usando molteplici monitor che gli permettevano di rivedere, in tempo reale, il girato. In seguito, la tecnica utilizzata da Lewis divenne pratica abituale di qualsiasi altro regista.
Quasi per caso Lewis diventò quindi anche regista dei suoi film, proseguendo brillantemente la sua carriera nel cinema e diventando uno dei registi più apprezzati in Europa, osannato nei Cahiers du cinéma dalla critica francese come "il regista totale" (The Total Film-maker divenne anche il titolo di un libro in cui Lewis mise per iscritto gli argomenti di un corso di arte drammatica che aveva tenuto a Hollywood), l'unico in grado di rendere un film comico "registicamente perfetto".
Dopo Ragazzo tuttofare, ben accolto dappertutto da critica e pubblico, Lewis diede seguito alla sua carriera di regista dirigendo svariati altri film, di cui spesso scrisse anche la sceneggiatura, inclusi L'idolo delle donne e Il mattatore di Hollywood (entrambi del 1961), Jerry 8¾ (1964) e il suo acclamato capolavoro, Le folli notti del dottor Jerryll (1963).
Nel 1965 Lewis diresse la commedia I 7 magnifici Jerry, scritta insieme a Bill Richmond: è la storia di una orfanella milionaria che deve scegliere il suo nuovo "tutore" tra sei catastrofici zii, tutti quanti interpretati dallo stesso Lewis. Del 1970 è Scusi, dov'è il fronte?, film che ottenne un clamoroso successo in Francia, ma che venne snobbato in patria.
Nel 1972 Lewis recitò e diresse l'inedito The Day the Clown Cried, un melodramma ambientato in un campo di concentramento nazista. Lewis raramente parlava di questo film, ma una volta spiegò che la sua mancata distribuzione fu dovuta a difficoltà finanziarie e dispute legali con gli sceneggiatori. L'insuccesso del progetto, a cui Lewis si sentiva molto legato, lo portò a una lunga pausa dall'attività cinematografica, in cui si dedicò prevalentemente alle sue trasmissioni televisive di beneficenza. Tornò al cinema solo nel 1980 con la regia e l'interpretazione in Bentornato, picchiatello!.

### Musica
Lewis provò anche a intraprendere una carriera musicale parallela al cinema negli anni cinquanta, conquistando un buon successo in classifica con la canzone Rock-a-Bye Your Baby with a Dixie Melody (una canzone cantata originariamente da Al Jolson e diventata famosa grazie a Judy Garland), così come con la canzone It All Depends On You, nel 1958. Queste e altre canzoni saranno successivamente raccolte nell'album Jerry Lewis Just Sings.

### Gli ultimi anni

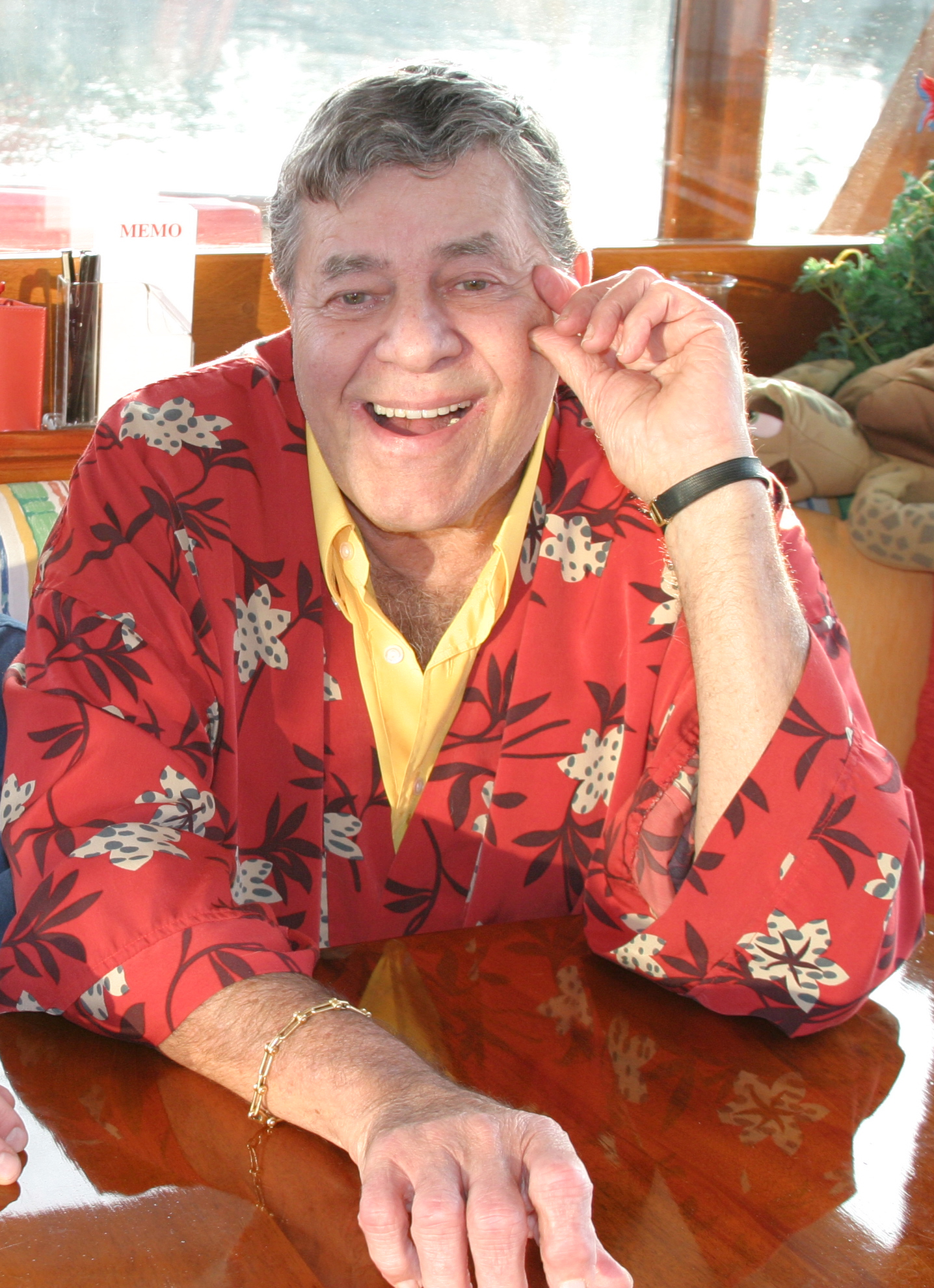
Jerry Lewis nel 2005

Il fisico dell'attore subì le conseguenze di cadute e piroette nelle scene spericolate girate nei film, oltre che della rottura di una vertebra nei primi anni sessanta; l'assunzione massiccia di steroidi lo fece ingrassare fino ad arrivare a pesare 120 chili.
Ritornò al cinema nel 1983, quando Martin Scorsese lo chiamò per interpretare Re per una notte, accanto a Robert De Niro. Dopo aver divorziato nel 1980 dalla cantante Patti Palmer, sposata nel 1944 e dalla quale aveva avuto sei figli, nel 1983 Jerry sposò la ballerina SanDee Pitnick. I due ebbero una figlia, Danielle Sarah, nata nel 1992.
Lewis si sottopose a numerosi interventi al cuore, con l'impianto di quattro by-pass e nel 1992 gli venne asportato un cancro alla prostata. Dopo il 1995 sospese del tutto il lavoro. Soffriva di diabete mellito di tipo 1 e fibrosi polmonare. All'inizio degli anni 2000 ebbe una dolorosissima meningite virale, che gli procurò una grave depressione che lo portò sull'orlo del suicidio. Nel corso di questo decennio Lewis limitò molto l'attività artistica, per sottoporsi alle cure, ed apparve solamente in due produzioni televisive, Miss Cast Away, film TV del 2004, e Law & Order - Unità vittime speciali, serie TV che nel 2006 lo vide protagonista nell'episodio 8x04, nel ruolo dello zio del detective Munch, interpretato dall'attore Richard Belzer. Il ruolo fu fortemente voluto da Belzer stesso, che ha sempre considerato Lewis come un padre spirituale.

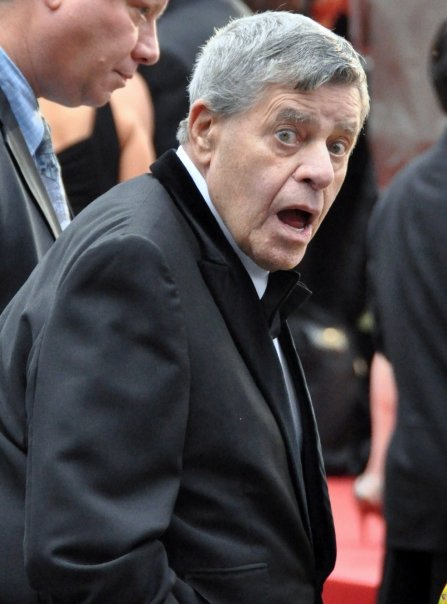
Jerry Lewis al festival di Cannes 2009

Nel 2013 tornò a recitare in un ruolo da protagonista, nel film drammatico Max Rose (poi ridistribuito nel 2016), diretto da Daniel Noah. Nel giugno dello stesso anno venne ricoverato d'urgenza in ospedale, dopo essere stato trovato privo di sensi nella sua stanza d'albergo a New York. L'anziano comico, che avrebbe dovuto presenziare a un evento in onore di Tom Cruise, si sarebbe sentito male a causa di un problema di ipoglicemia. Secondo l'addetto stampa di Lewis, il ricovero sarebbe stato semplicemente a scopo precauzionale.
Nel settembre 2016 Lewis concesse un'intervista al programma radiofonico WTF with Marc Maron. Nel dicembre dello stesso anno espresse il desiderio di girare un altro film nonostante l'età avanzata e i problemi di salute. L'ultima apparizione pubblica di Lewis ebbe luogo in uno spot di presentazione dell'ospite durante il talk show di Jerry Seinfeld in onda su Netflix, Comedians in Cars Getting Coffee. Lo spot venne trasmesso postumo nel 2018.
Nell'ultimo periodo della sua vita, Lewis fondò la House of Laughter ("La casa della risata") per aiutare i bambini e i giovani affetti da malattia o reduci da traumi attraverso il potere terapeutico della risata. La prima importante iniziativa benefica della fondazione, il 19 giugno del 2017, fu un galà benefico dedicato a Robin Williams. Fu attivo sul palcoscenico (live show a Las Vegas e diversi seminari sul buonumore) e nella produzione cinematografica (è stato produttore esecutivo nei remake dei suoi storici film) fino alla sua morte, avvenuta il 20 agosto 2017.

### Jerry Lewis MDA Telethon

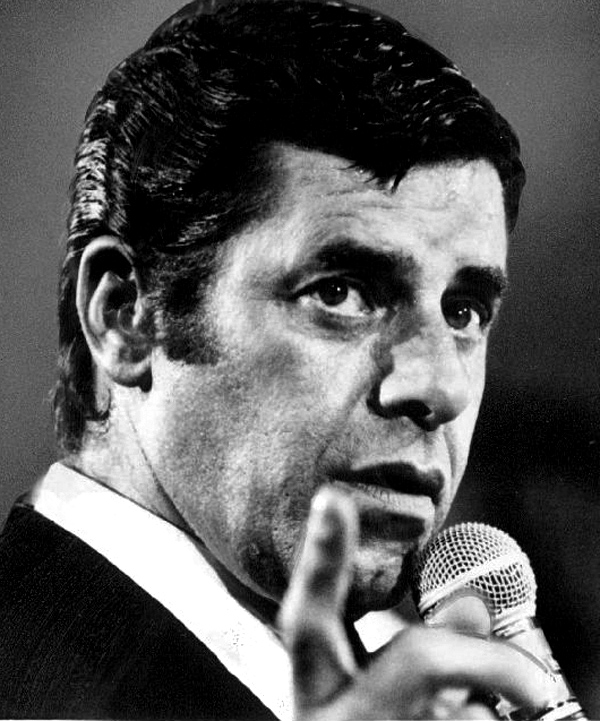
Jerry Lewis nel 1981 durante l'annuale edizione del Telethon

Il Jerry Lewis MDA Telethon (conosciuto anche come The Jerry Lewis MDA Labor Day Telethon) è un decennale programma televisivo presentato da Jerry Lewis, con lo scopo di raccogliere fondi a favore della Muscular Dystrophy Association, associazione che aiuta i malati di distrofia muscolare. Va in onda annualmente sin dal 1966.
Nel corso degli anni alla trasmissione hanno partecipato come ospiti molte stelle di prima grandezza e il programma è riuscito a raccogliere svariati miliardi di dollari. Nell'edizione del 1976, a sorpresa, comparve in scena l'ex partner artistico di Lewis, Dean Martin, chiamato sul palco da Frank Sinatra, amico di entrambi. Martin e Lewis si riappacificarono, abbracciandosi di fronte a un pubblico in delirio e mettendo fine a una disputa durata anni.

## Polemiche
Lewis è stato spesso criticato dalle associazioni per i diritti dei disabili che lo hanno accusato di aver costruito la propria carriera scimmiottando i movimenti spastici dei disabili. Nel 1990 egli scrisse di suo pugno un breve saggio per la rivista Parade, intitolato If I Had Muscular Dystrophy ("Se avessi la distrofia muscolare"), nel quale descriveva i malati di distrofia come "delle mezze persone". Molti appartenenti alla comunità dei disabili si sentirono offesi da questo atteggiamento pregiudiziale che, a loro parere, contribuiva a rafforzare l'idea che le persone disabili sono "come bambini, bisognosi d'aiuto per ogni cosa, senza speranza e, in definitiva, un peso per la società". Alcuni membri delle comunità per i diritti dei disabili arrivarono anche ad opporsi alla candidatura di Lewis come vincitore del premio umanitario dedicato alla memoria di Jean Hersholt.
Nel febbraio 2000 Lewis sbalordì il pubblico presente allo U.S. Comedy Arts Festival dichiarando di non avere in simpatia le donne che fanno i comici. Lewis disse: «Non mi piace nessuna attrice comica. Una donna che cerca di far ridere non mi offende, però mi urta un po' i nervi. Io, come spettatore, mi trovo a disagio. Continuo a pensare alle donne come a delle macchine sforna bambini». Poco dopo giustificò la sua uscita, dichiarando che era stata citata ampiamente fuori contesto, e aggiungendo che in carriera aveva girato ben 11 film con l'attrice comica Kathleen Freeman.
Durante il Telethon del 2007, Lewis si lasciò scappare in diretta TV la parola "frocio". Mentre parlava con un cameraman, scherzò: «Oh, la tua famiglia è venuta a vederti. Ti ricordi di Bart, il tuo figlio più grande, Jesse, il frocio ignorante...» In seguito si scusò..
Il 25 luglio 2008 Lewis fu denunciato per porto d'armi abusivo nel McCarran International Airport di Las Vegas, Nevada. Il manager di Lewis disse alla stampa che l'arma era solo un pezzo da collezione non funzionante, cosa che la polizia contestava affermando che l'arma era perfettamente in grado di sparare. Lewis successivamente affermò che la pistola era un regalo di un partecipante al telethon del 2007.
Nell'ottobre 2008 Lewis offese il mondo dello sport con una affermazione fatta alla TV australiana, dichiarando che il cricket, popolare sport in Australia, «... è un gioco da froci».
Nel febbraio 2022 la rivista Vanity Fair pubblicò un numero speciale nel quale svariate donne fornirono dettagliati resoconti di presunti atti di abusi sessuali e verbali perpetrati da Lewis nei loro confronti. Le accuse giunsero da sette attrici che avevano lavorato con lui negli anni sessanta. Queste furono identificate in Karen Sharpe, Renée Taylor, Hope Holiday, Jill St. John, Connie Stevens, Anna Maria Alberghetti e Lainie Kazan.

## Filmografia

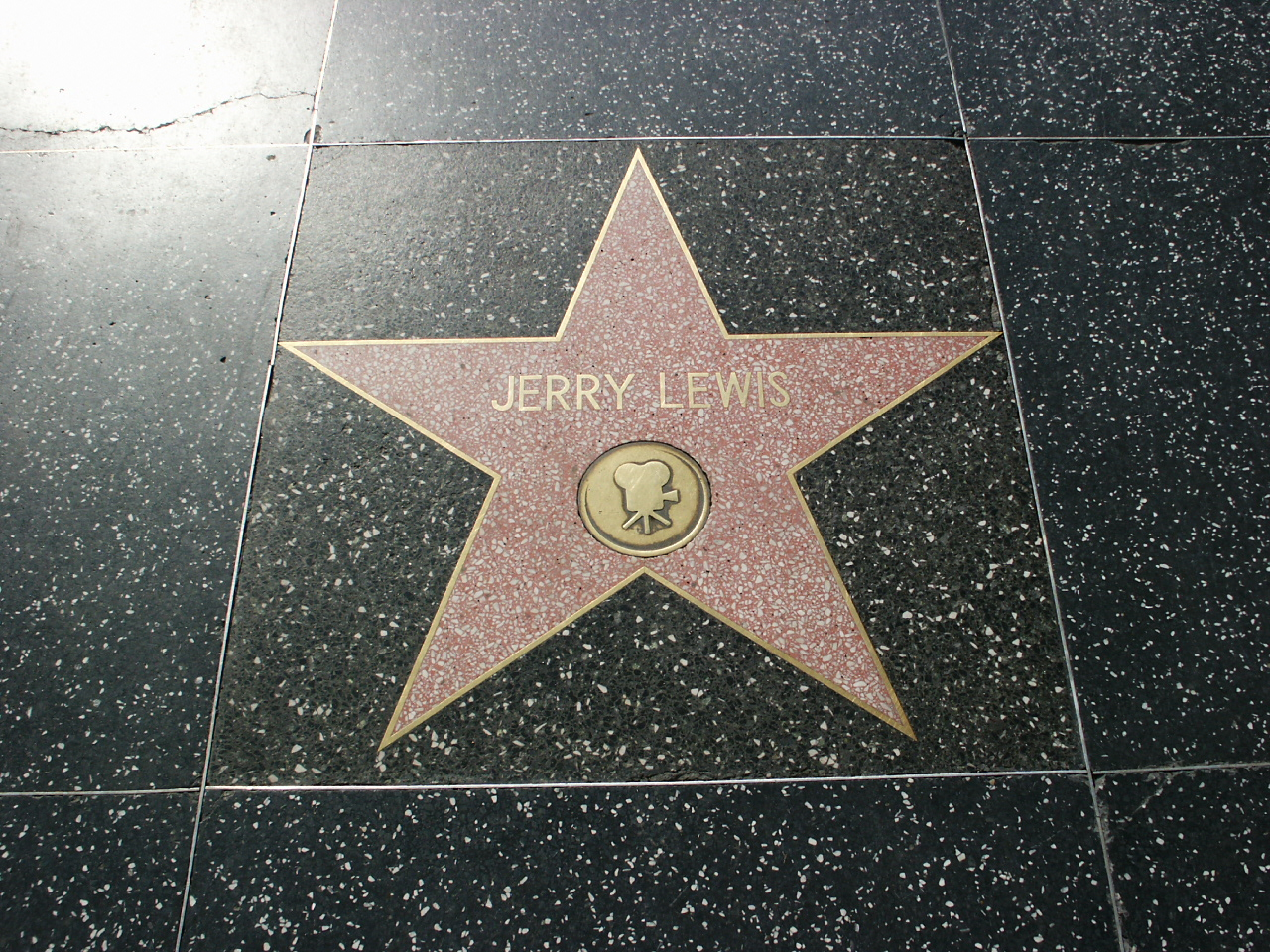
La stella di Jerry Lewis sulla Hollywood Walk of Fame

### Cinema
- La mia amica Irma (My Friend Irma), regia di George Marshall (1949)
- How to Smuggle a Hernia Across the Border, regia di Jerry Lewis - cortometraggio (1949)
- Irma va a Hollywood (My Friend Irma Goes West), regia di Hal Walker (1950)
- Il sergente di legno (At War with the Army), regia di Hal Walker (1950)
- Quel fenomeno di mio figlio (That's My Boy), regia di Hal Walker (1951)
- Il cantante matto (The Stooge), regia di Norman Taurog (1951)
- Attente ai marinai! (Sailor Beware), regia di Hal Walker (1952)
- Il caporale Sam (Jumping Jacks), regia di Norman Taurog (1952)
- La principessa di Bali (Road to Bali), regia di Hal Walker (1952) — non accreditato
- Morti di paura (Scared Stiff ), regia di George Marshall (1953)
- Occhio alla palla (The Caddy), regia di Norman Taurog (1953)
- I figli del secolo (Money from Home), regia di George Marshall (1953)
- Più vivo che morto (Living It Up), regia di Norman Taurog (1954)
- Il circo a tre piste (3 Ring Circus), regia di Joseph Pevney (1954)
- Il nipote picchiatello (You're Never Too Young), regia di Norman Taurog (1955)
- Artisti e modelle (Artists and Models), regia di Frank Tashlin (1955)
- Mezzogiorno di... fifa (Pardners), regia di Norman Taurog (1956)
- Hollywood o morte! (Hollywood or Bust), regia di Frank Tashlin (1956)
- Il delinquente delicato (The Delicate Delinquent), regia di Don McGuire (1957)
- Il marmittone (The Sad Sack), regia di George Marshall (1957)
- Il balio asciutto (Rock-a-Bye Baby), regia di Frank Tashlin (1958)
- Il ponticello sul fiume dei guai (The Geisha Boy), regia di Frank Tashlin (1958)
- C'era una volta un piccolo naviglio (Don't Give Up the Ship), regia di Norman Taurog (1959)
- Il villaggio più pazzo del mondo (Li'l Abner), regia di Melvin Frank (1959)
- Un marziano sulla Terra (Visit to a Small Planet), regia di Norman Taurog (1960)
- Ragazzo tuttofare (The Bellboy), regia di Jerry Lewis (1960)
- Il Cenerentolo (Cinderfella), regia di Frank Tashlin (1960)
- L'idolo delle donne (The Ladies Man), regia di Jerry Lewis (1961)
- Il mattatore di Hollywood  (The Errand Boy), regia di Jerry Lewis (1961)
- Sherlocko... investigatore sciocco (It'$ Only Money), regia di Frank Tashlin (1962)
- Le folli notti del dottor Jerryll (The Nutty Professor), regia di Jerry Lewis (1963)
- Questo pazzo, pazzo, pazzo, pazzo mondo (It's a Mad Mad Mad Mad World), regia di Stanley Kramer (1963)
- Dove vai sono guai (Who's Minding the Store?), regia di Frank Tashlin (1963)
- Jerry 8¾ (The Patsy), regia di Jerry Lewis (1964)
- Pazzi, pupe e pillole (The Disorderly Orderly), regia di Frank Tashlin (1964)
- I 7 magnifici Jerry (The Family Jewels), regia di Jerry Lewis (1965)
- Linea rossa 7000 (Red Line 7000), regia di Howard Hawks (1965)
- Boeing Boeing (Boeing Boeing), regia di John Rich (1965)
- 3 sul divano (Three on a Couch), regia di Jerry Lewis (1966)
- Stazione luna (Way... Way Out), regia di Gordon Douglas (1966)
- Il ciarlatano (The Big Mouth), regia di Jerry Lewis (1967)
- Non alzare il ponte, abbassa il fiume (Don't Raise the Bridge, Lower the River), regia di Jerry Paris (1968)
- Jerryssimo! (Hook, Line & Sinker), regia di George Marshall (1969)
- Scusi, dov'è il fronte? (Which Way to the Front?), regia di Jerry Lewis (1970)
- The Day the Clown Cried, inedito, regia di Jerry Lewis (1972)
- Bentornato, picchiatello! (Hardly Working), regia di Jerry Lewis (1980)
- Comiche dell'altro mondo (Slapstick of Another Kind), regia di Steven Paul (1982)
- Re per una notte (The King of Comedy), regia di Martin Scorsese (1982)
- Qua la mano picchiatello!.. (Cracking Up), regia di Jerry Lewis (1983)
- Retenez-moi... ou je fais un malheur!, regia di Michel Gérard (1984)
- Par où t'es rentré? On t'a pas vu sortir, regia di Philippe Clair (1984)
- Cookie, regia di Susan Seidelman (1989)
- Mr. sabato sera (Mr. Saturday Night), regia di Billy Crystal (1992)
- Il valzer del pesce freccia (Arizona Dream), regia di Emir Kusturica (1993)
- Il commediante (Funny Bones), regia di Peter Chelsom (1995)
- Max Rose, regia di Daniel Noah (2013)
- Até que a Sorte nos Separe 2, regia di Roberto Santucci (2013)
- I corrotti - The Trust (The Trust), regia di Alex e Benjamin Brewer (2016)

### Televisione
- The Colgate Comedy Hour – serie TV, 33 episodi (1950-1955)
- Startime – serie TV, 1 episodio (1959)
- Ben Casey – serie TV, episodio 4x22 (1965)
- Batman – serie TV, episodio 1x29 (1966)
- Sheriff Who – film TV (1967)
- The Danny Thomas Hour – serie TV, episodio 1x01 (1967)
- The Red Skelton Show – serie TV, 1 episodio (1970)
- Lotta per la vita (Fight for Life) – film TV (1987)
- Oltre la legge - L'informatore (Wiseguy) – serie TV, 5 episodi (1988-1989)
- Innamorati pazzi (Mad About You) – serie TV, episodio 1x17 (1993)
- Miss Cast Away – film TV (2004)
- Law & Order - Unità vittime speciali (Law & Order: Special Victims Unit) – serie TV, episodio 8x04 (2006)

## Spot pubblicitari
Jerry Lewis ha partecipato anche a una serie di sketch della rubrica televisiva pubblicitaria italiana Carosello, andata in onda nel 1971 e 1972, e della quale fu anche regista e sceneggiatore, pubblicizzando l'amaro Ramazzotti.

## Riconoscimenti
- 1952 – Vincitore del premio speciale Photoplay
- 1952 – Candidatura come Miglior Comico
- 1954 – Vincitore del premio Golden Apple Award
- 1965 – Nomination, Golden Globe in Boeing Boeing come miglior attore in un film commedia o musicale
- 1965 – Golden Laurel, Premio Speciale – Family Comedy King
- 1977 – Candidatura al Premio Nobel per la pace, candidatura proposta dal Parlamentare USA Les Aspin. Aspin fece notare che in 11 anni, il Jerry Lewis MDA Telethon aveva raccolto più di 95 milioni di dollari per le associazioni contro la distrofia muscolare.[28]
- 1983 – Nomination, BAFTA Award come Miglior attore non protagonista per Re per una notte, British Academy Film Awards[29]
- 1997 – Premio alla carriera, American Comedy Awards[29]
- 1999 – Leone d'oro alla carriera alla Mostra del cinema di Venezia
- 2004 – Premio alla carriera, Los Angeles Film Critics Association[29]
- 2005 – Governors Award, Primetime Emmy Awards[29]
- 2006 – Satellite Award come ospite speciale nella serie TV Law & Order: Special Victims Unit[29]
- 2009 – Introdotto nella New Jersey Hall of Fame
- 2009 – Gli è stato conferito il Premio umanitario Jean Hersholt, una particolare categoria di Oscar assegnata ad una figura distintasi nell'impegno sociale.[30]

Ha due stelle sulla Hollywood Walk of Fame.
Jerry vinse il premio di Miglior Regista dell'Anno per ben otto volte dal 1960; tre volte in Francia, e una in Italia, Belgio, Germania, Spagna e Olanda. Il critico cinematografico francese Robert Benayoun, scrisse: «Considero Jerry Lewis, da quando è morto Buster Keaton, il maggiore artista comico del nostro tempo. Rispecchia perfettamente i tempi in cui viviamo e contemporaneamente li critica». Il regista francese Jean-Luc Godard, una volta disse: «Jerry Lewis è l'unico regista americano al giorno d'oggi, che cerca di sperimentare qualcosa di nuovo e originale nei propri film; è molto meglio di Chaplin e Keaton».

## Doppiatori italiani
Nelle versioni in italiano delle opere in cui ha recitato, Jerry Lewis è stato doppiato da:
- Carlo Romano in La mia amica Irma, Irma va a Hollywood, Il sergente di legno, Quel fenomeno di mio figlio, Il cantante matto, Attente ai marinai, Il caporale Sam, Morti di paura, Occhio alla palla, I figli del secolo, Più vivo che morto, Il circo a tre piste, Il nipote picchiatello, Artisti e modelle, Mezzogiorno di... fifa, Hollywood o morte!, Il delinquente delicato, Il marmittone, Il balio asciutto, Il ponticello sul fiume dei guai, C'era una volta un piccolo naviglio, Il villaggio più pazzo del mondo, Un marziano sulla terra, Ragazzo tuttofare, Il Cenerentolo, L'idolo delle donne, Il mattatore di Hollywood, Sherlocko investigatore sciocco, Le folli notti del dottor Jerryll, Dove vai sono guai, Jerry 8¾, Pazzi, pupe e pillole, I 7 magnifici Jerry, Boeing boeing, 3 sul divano, Stazione Luna, Il ciarlatano, Non alzare il ponte, abbassa il fiume, Jerryssimo!, Scusi, dov'è il fronte?
- Oreste Lionello in Bentornato picchiatello, Qua la mano picchiatello
- Manlio De Angelis in Re per una notte, Cookie
- Gino La Monica in Mr. sabato sera, Innamorati pazzi
- Pino Ammendola in Comiche dell'altro mondo (Jerry Lewis)
- Riccardo Polizzy Carbonelli in Comiche dell'altro mondo (Caleb Swain)
- Elio Zamuto in Lotta per la vita
- Cesare Barbetti ne Il valzer del pesce freccia
- Franco Zucca ne Il commediante
- Bruno Alessandro in Law & Order - Unità vittime speciali
- Massimo Milazzo ne I corrotti - The Trust
- Paolo Modugno ne Il circo a tre piste (ridoppiaggio), Il cantante matto (ridoppiaggio), I figli del secolo (ridoppiaggio)
- Massimo Dapporto ne Il Cenerentolo (ridoppiaggio)

Da doppiatore è stato sostituito da:
- Willy Moser nel Jerry Lewis Show
- Mago Forest ne I Simpson

## Scrittore
- 1971 - The Total Film-maker (Random House)
- 1982 - Jerry Lewis In Person (Atheneum)
- 2005 - Dean & Me (id.) Sagoma Editore (ISBN 978-88-6506-002-5)